# Diospyros castanea
Espèce
Diospyros castanea est une espèce de plante à fleurs du genre Diospyros de la famille des Ebenaceae. Il est originaire de la péninsule indochinoise.

## Description
Diospyros castanea est un arbre mesurant jusqu'à 15 m de haut.

Diospyros castanea, Jardin botanique de la reine Sirikit, Thaïlande
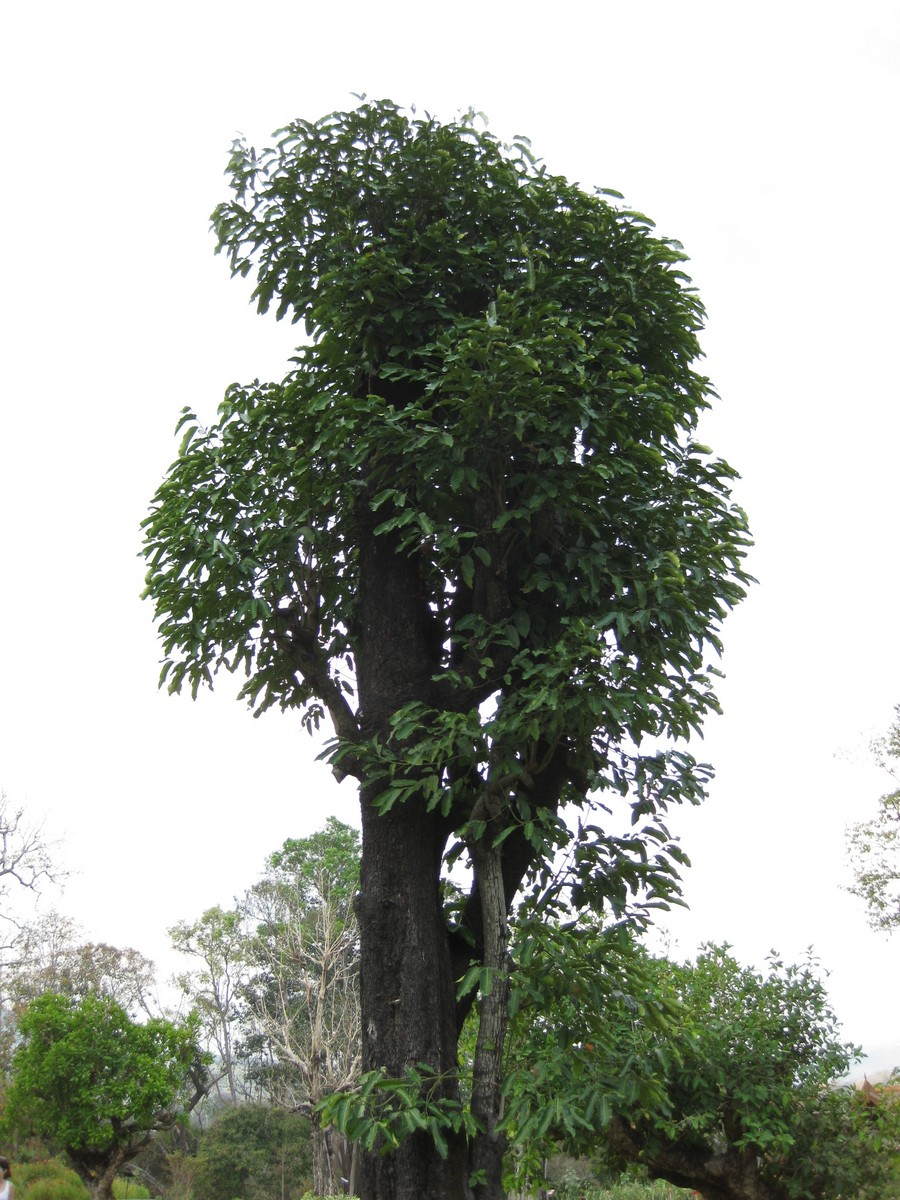
Arbre
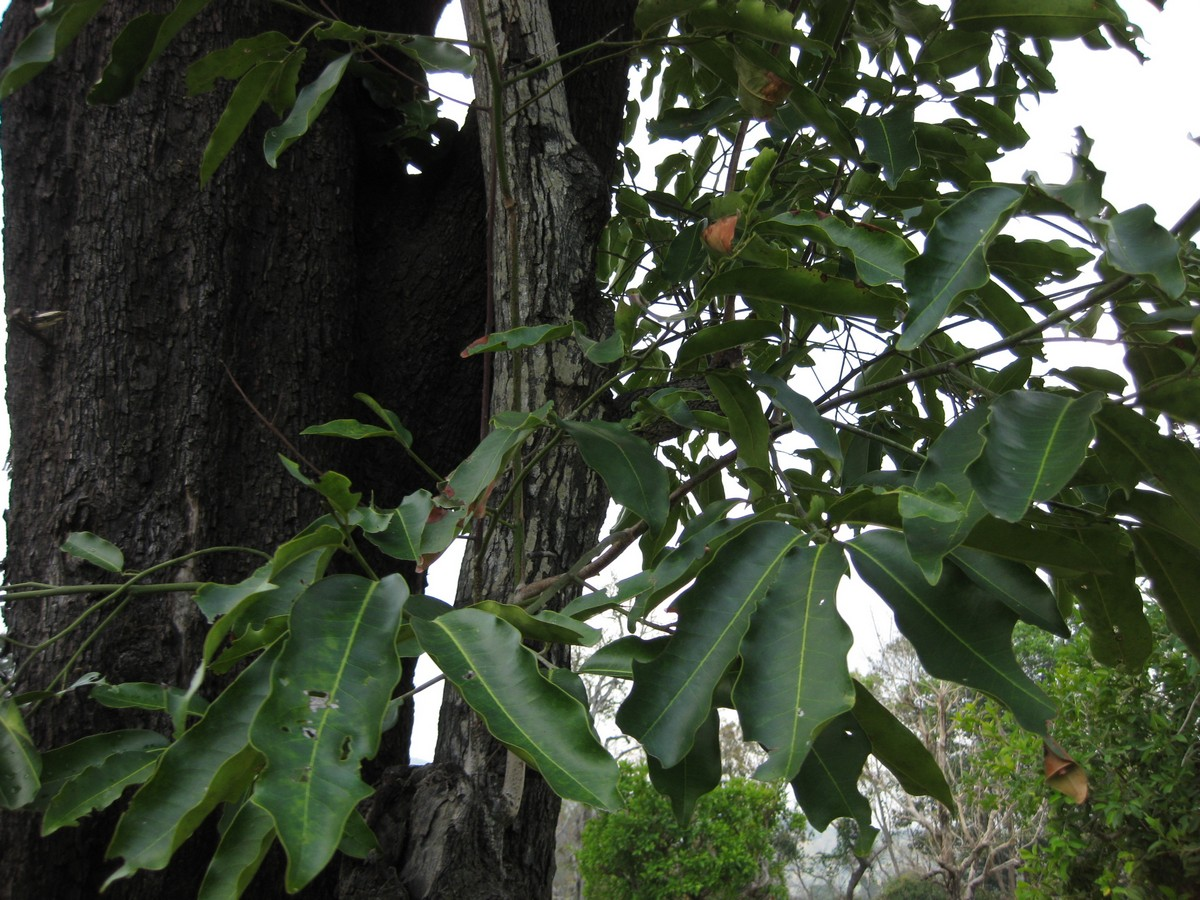
Tronc et feuilles
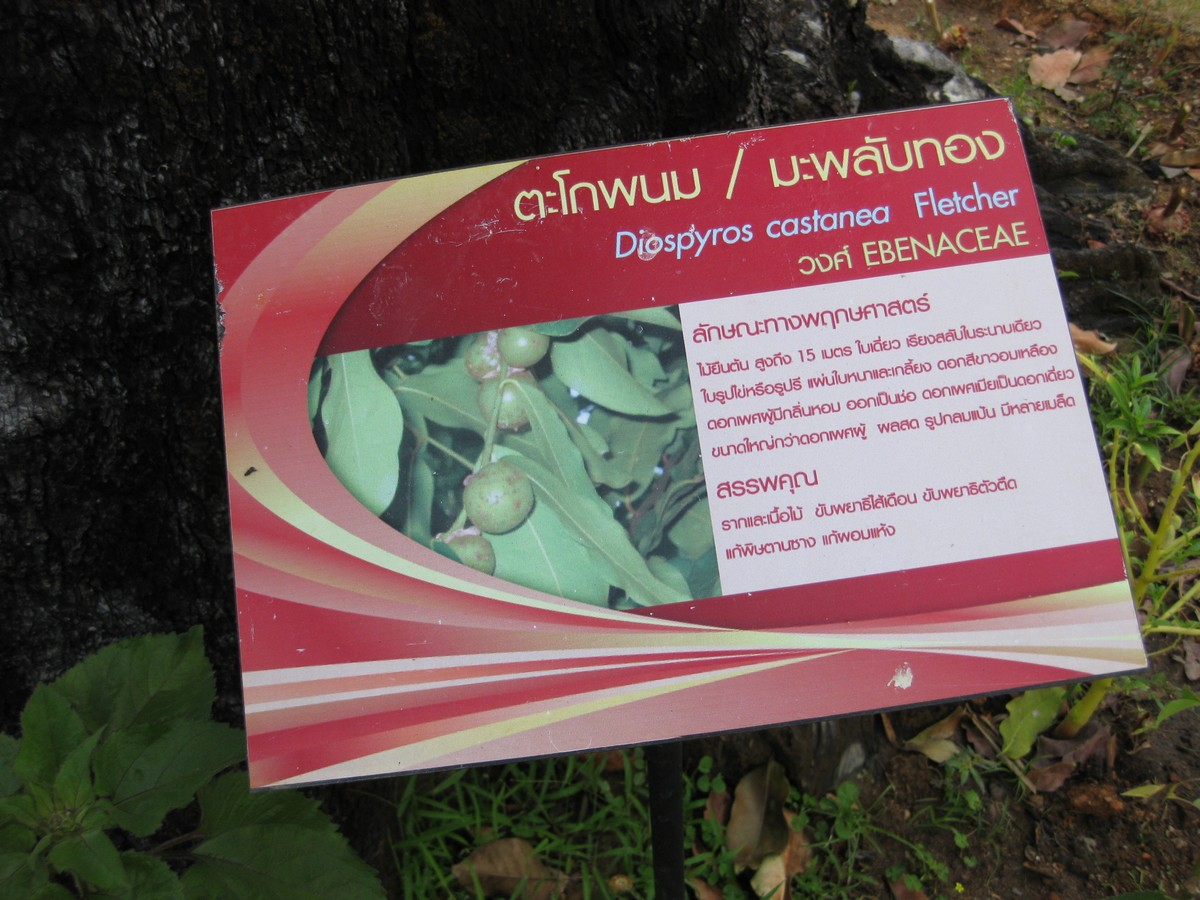
Panneau descriptif en thaï indiquant qu'il mesure 15 m et photo des fruits